# Gemeinde Istog
Die Gemeinde Istog (albanisch Komuna e Istogut, oder auch Komuna e Burimit, serbisch Општина Исток Opština Istok) ist eine Gemeinde im Kosovo. Sie liegt im Bezirk Peja. Verwaltungssitz ist die Stadt Istog.

## Geographie
Die Gemeinde Istog befindet sich im Nordwesten des Kosovo. Im Westen grenzt sie an die Gemeinde Peja, im Süden an die Gemeinde Klina, im Osten an die Gemeinde Skënderaj und im Norden an die Gemeinde Zubin Potok sowie an Serbien (Tutin) und Montenegro (Rožaje). Insgesamt befinden sich 50 Dörfer in der Gemeinde, ihre Fläche beträgt 454 km². Zusammen mit den Gemeinden Peja und Klina bildet die Gemeinde den Bezirk Peja.

## Bevölkerung
Die aktuellste amtliche Schätzung von 2021 beziffert die Einwohnerzahl der Gemeinde auf 41.181.
Die Volkszählung aus dem Jahr 2011 ergab für die Gemeinde Istog eine Einwohnerzahl von 39.289, davon waren 36.154 (92,02 %) Albaner, 1.694 (4,31 %) Roma, Aschkali oder Balkan-Ägypter, 1.142 (2,90 %) Bosniaken, 194 Serben und 10 Türken.
38.149 deklarierten sich als Muslime, 744 als Katholiken, 201 als Orthodoxe, 101 gaben keine Antwort und 44 haben keinen Glauben.
| Zensus    | 1948   | 1953   | 1961   | 1971   | 1981   | 1991   | 2011   | 2021   |
| --------- | ------ | ------ | ------ | ------ | ------ | ------ | ------ | ------ |
| Einwohner | 25.292 | 28.555 | 33.779 | 41.009 | 50.104 | 57.261 | 39.289 | 41.181 |

| Ethnie    | Albaner | Serben | Türken | Bosniaken | Roma | Aschkali | Balkan-Ägypter | Andere | Unbekannt | Antwort verweigert |
| --------- | ------- | ------ | ------ | --------- | ---- | -------- | -------------- | ------ | --------- | ------------------ |
| Einwohner | 36.154  | 194    | 10     | 1.142     | 39   | 111      | 1.544          | 45     | 31        | 19                 |

| Religion  | Muslime | Orthodoxe | Katholiken | Konfessionslose | Andere | Unbekannt | Antwort verweigert |
| --------- | ------- | --------- | ---------- | --------------- | ------ | --------- | ------------------ |
| Einwohner | 38.149  | 201       | 744        | 44              | 18     | 32        | 101                |

## Orte
Die Liste der Orte in Istog gibt einen Überblick über die 50 Wohnorte, welche zur Gemeinde gehören.
| Albanisch       | Serbisch      | Einwohnerzahl (Volkszählung 2011) |
| --------------- | ------------- | --------------------------------- |
| Banja e Pejës   | Banja         | 1360                              |
| Banjica         | Banjica       | 552                               |
| Belica          | Belica        | 72                                |
| Bellopoja       | Belo Polje    | 176                               |
| Caralluka       | Crni Lug      | 581                               |
| Cerkolez        | Crkolez       | 346                               |
| Cerrca          | Crnce         | 1248                              |
| Dobrusha        | Dobruša       | 1178                              |
| Dragolec        | Dragoljevac   | 420                               |
| Dreja           | Drenje        | 415                               |
| Dubova e Vogël  | Malo Dubovo   | 258                               |
| Dubrava         | Dubrava       | 1383                              |
| Gjurakoc        | Đurakovac     | 2209                              |
| Istog           | Istok         | 5115                              |
| Istog i Poshtëm | Donji Istok   | 597                               |
| Kaliçan         | Kaličane      | 835                               |
| Kashica         | Kašica        | 493                               |
| Kërnina         | Krnjina       | 538                               |
| Kosh            | Koš           | 245                               |
| Kovraga         | Kovrage       | 731                               |
| Lubova          | Ljubovo       | 732                               |
| Lubozhda        | Ljubožda      | 893                               |
| Lluga           | Lugovo        | 589                               |
| Llukaca e Begut | Begov Lukavac | 1267                              |
| Llukaca e Thatë | Suvi Lukavac  | 160                               |
| Mojstir         | Mojstir       | 281                               |
| Muzhevina       | Muževina      | 626                               |
| Orobërda        | Orno Brdo     | 1087                              |
| Osojan          | Osojane       | 65                                |
| Polana          | Poljane       | 15                                |
| Prekalla        | Prekale       | 343                               |
| Prigoda         | Prigoda       | 571                               |
| Rakosh          | Rakoš         | 872                               |
| Serbobran       | Srbobran      | 321                               |
| Sinaja          | Sinaje        | 228                               |
| Staradran       | Starodvorane  | 1563                              |
| Studenica       | Studenica     | 1495                              |
| Suhogërlla      | Suvo Grlo     | 895                               |
| Shalinovica     | Šaljinovica   | 105                               |
| Shushica        | Sušica        | 1533                              |
| Tomoc           | Tomance       | 765                               |
| Trubuhoc        | Trubuhovac    | 904                               |
| Tuçep           | Tučep         | 12                                |
| Uça             | Ukča          | 786                               |
| Veriq           | Verić         | 449                               |
| Veriq i Ri      | Novi Verić    | 29                                |
| Vrella          | Vrelo         | 2641                              |
| Zabllaq         | Zablaće       | 459                               |
| Zallç           | Žač           | 502                               |
| Zhakova         | Žakovo        | 349                               |